# Crucea de Fier (film)
Crucea de fier (în engleză Cross of Iron, în germană Steiner – Das Eiserne Kreuz) este un film britanico-german de război din 1977 regizat de Sam Peckinpah, cu James Coburn, Maximilian Schell, James Mason și David Warner în rolurile principale. A avut o continuare, Sergent Steiner - Crucea de Fier, partea a 2a (Breakthrough, 1979).

## Distribuție
- James Coburn - Feldwebel Rolf Steiner
- Maximilian Schell - Hauptmann Stransky
- James Mason - Oberst Brandt
- David Warner - Hauptmann Kiesel
- Klaus Löwitsch - Unteroffizier Krüger
- Vadim Glowna - Schütze Kern
- Roger Fritz - Leutnant Triebig
- Dieter Schidor - Schütze Anselm
- Burkhard Driest - Schütze Maag
- Fred Stillkrauth - Obergefreiter Karl "Schnurrbart" Reisenauer
- Michael Nowka - Schütze Dietz
- Véronique Vendell - Marga
- Arthur Brauss - Schütze Zoll
- Senta Berger - Eva
- Igor Galo - Leutnant Meyer
- Slavko Štimac - Russian Boy
- Demeter Bitenc - Capt. Pucher
- Vladan Živković - Wolf
- Bata Kameni - Gefreiter Joseph Keppler
- Hermina Pipinić - Russian Major